# École supérieure de sciences de gestion Pierre Elliott Trudeau
Pour les articles homonymes, voir ESSGET.
 (août 2024).
 (mars 2025).
L'École Supérieure des Sciences de Gestion Pierre Elliot Trudeau (ESSGET) est un établissement privé d'enseignement supérieur créé par arrêté no 0036/PR/MESRI/DGM/DGESRI/2020 rectificatif de l'arrêté no 444/PR/PM/MESRS/SG/DGESRS/DESP/2014 à l'initiative de Mahadie Outhman Issa. Cette école est placée sous la tutelle académique de l'Université de Yaoundé II. Elle dispose d'une clinique juridique, d'une plateforme de cours à distance (e-learning) et de quatre départements[De quoi ?].

## Localisation
L'établissement est situé dans le 8e arrondissement de la capitale, juste dernière l'Hôpital Renaissance. 

## Programme
- Département des sciences économiques et de gestion ;
- Département des sciences juridiques et politiques ;
- Département d'informatique et de technologie ;
- Département des langues.